# Hong Kong en los Juegos Olímpicos de Vancouver 2010
Hong Kong estuvo representado en los Juegos Olímpicos de Vancouver 2010 por una deportista femenina que compitió patinaje de velocidad en pista corta.
La portadora de la bandera en la ceremonia de apertura fue la patinadora de velocidad en pista corta Han Yue Shuang. El equipo olímpico hongkonés no obtuvo ninguna medalla en estos Juegos.